# Mem Ararat
Pour les articles homonymes, voir Esen (homonymie) et Ararat.
 (mars 2024).
 (février 2024).
La mise en forme du texte ne suit pas les recommandations de Wikipédia : il faut le « wikifier ».
Les points d'amélioration suivants sont les cas les plus fréquents. Le détail des points à revoir est peut-être précisé sur la page de discussion.
- Les titres sont pré-formatés par le logiciel. Ils ne sont ni en capitales, ni en gras.
- Le texte ne doit pas être écrit en capitales (les noms de famille non plus), ni en gras, ni en italique, ni en « petit »…
- Le gras n'est utilisé que pour surligner le titre de l'article dans l'introduction, une seule fois.
- L'italique est rarement utilisé : mots en langue étrangère, titres d'œuvres, noms de bateaux, etc.
- Les citations ne sont pas en italique mais en corps de texte normal. Elles sont entourées par des guillemets français : « et ».
- Les listes à puces sont à éviter, des paragraphes rédigés étant largement préférés. Les tableaux sont à réserver à la présentation de données structurées (résultats, etc.).
- Les appels de note de bas de page (petits chiffres en exposant, introduits par l'outil «  Source ») sont à placer entre la fin de phrase et le point final[comme ça].
- Les liens internes (vers d'autres articles de Wikipédia) sont à choisir avec parcimonie. Créez des liens vers des articles approfondissant le sujet. Les termes génériques sans rapport avec le sujet sont à éviter, ainsi que les répétitions de liens vers un même terme.
- Les liens externes sont à placer uniquement dans une section « Liens externes », à la fin de l'article. Ces liens sont à choisir avec parcimonie suivant les règles définies. Si un lien sert de source à l'article, son insertion dans le texte est à faire par les notes de bas de page.
- La présentation des références doit suivre les conventions bibliographiques. Il est recommandé d'utiliser les modèles {{Ouvrage}}, {{Chapitre}}, {{Article}}, {{Lien web}} et/ou {{Bibliographie}}. Le mode d'édition visuel peut mettre en forme automatiquement les références.
- Insérer une infobox (cadre d'informations à droite) n'est pas obligatoire pour parachever la mise en page.

Pour une aide détaillée, merci de consulter Aide:Wikification.
Si vous pensez que ces points ont été résolus, vous pouvez retirer ce bandeau et améliorer la mise en forme d'un autre article.
Mehmet Esen plus connu par son nom de scène Mem Ararat, né le 19 septembre 1981, à Derik, Mardin, est un musicien et auteur-compositeur kurde,.

## Biographie
Lorsque Mem Ararat avait sept ans, sa famille a quitté Mardin pour s'installer dans les villes de l'ouest de la Turquie en raison de la situation économique. Selon le site T-Vine, « comme beaucoup de Kurdes de Turquie, la famille d'Ararat a été forcée de migrer à plusieurs reprises entre l'est et l'ouest de la Turquie en raison des problèmes politiques du pays. Ces luttes, ainsi que les espoirs et les rêves du peuple kurde, se reflètent dans sa musique ».
En raison des conditions économiques et de la vie d'immigré, il n'a suivi des études qu'à l'école primaire ; il a exercé de nombreux emplois différents. Il a commencé à jouer de la musique tardivement en raison de possibilités limitées.
Il a commencé à apparaître sur différentes plateformes début 2013. Il sort son premier album intitulé « Quling Ewr Ü Baran » fin 2013.
Un de ses concerts est interdit par les autorités turques en 2018.
Il mêle la musique traditionnelle kurde et la musique contemporaine.
Mem Ararat est en duo avec Hunermêsk dans la chanson « Bihar » (2021), chantée dans les dialectes du Kurmandji.
Il donne un concert à Eden en janvier 2022.

## Album
- Quling Ewr Û Baran (2014)[2]
- Kurdîka (2016)[2]
- Xewna Bajarekî (2018)[2]
- Niştiman (2019)[2]
- Pesna Evînê (2020)[2]
- Nefel (2022)

### Single
- Pîvok (2019)

## Clips vidéo
- Payîz(2016)[2]
- Zozan (2018)[2]
- Xatirxwestin (2019)[2]
- Çîçekê (2019)[2]
- Ji Evareke Amedê (2019)[2]
- Evîna Du Çîya (2019)[2]
- Dilo Ez Bimrim (2018)[2]